# Altar für Iupiter Dolichenus (Stockstadt)

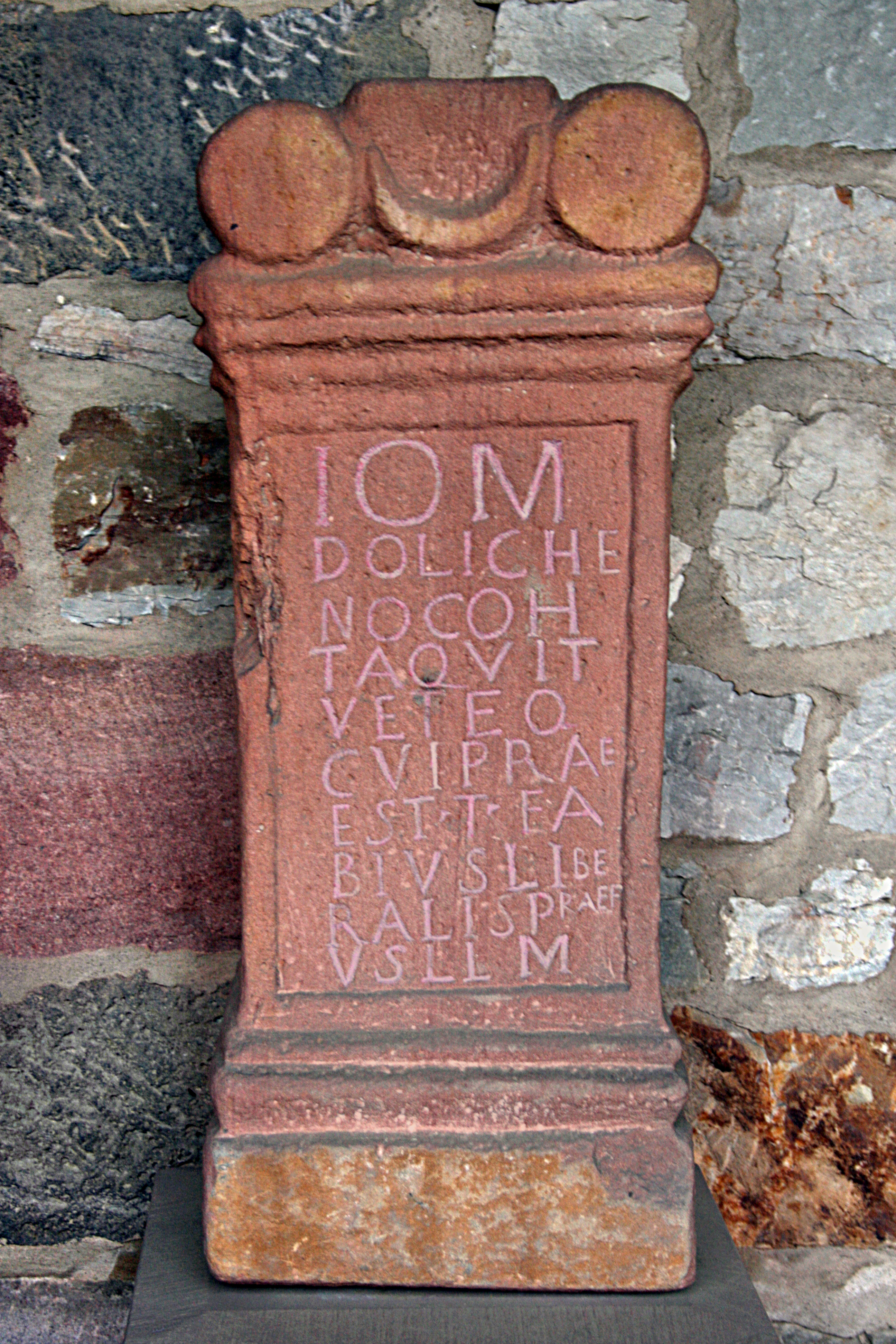
Altar für Iupiter Dolichenus aus Stockstadt

Der Altar für Iupiter Dolichenus aus Stockstadt am Main, einer Marktgemeinde im unterfränkischen Landkreis Aschaffenburg in Bayern, befindet sich  im Saalburgmuseum bei Bad Homburg vor der Höhe.

## Beschreibung
Der Altar aus rotem Mainsandstein ist 58 cm hoch. Die lateinische Inschrift lautet: „I(ovi) O(ptimo) M(aximo) / Doliche/no coh(ors) / I Aquit(anorum) / vet(erana) eq(uitata) / cui prae/est T(itus) Fa/bius Libe/ralis praef(ectus) / v(otum) s(olvit) l(ibens) l(aeta) m(erito).“ Die Übersetzung lautet: Dem besten und größten Jupiter von Doliche. Die erste aquitanische langgediente, berittene Kohorte unter Titus Fabius Liberalis, ihrem Präfekten, hat ihr Gelübde froh und gerne nach Gebühr gelöst.
Der Altar wurde von Soldaten des Kastells Stockstadt aufgestellt, in dessen Nähe ein Heiligtum für Iupiter Dolichenus ausgegraben wurde.